# 東京車展
東京車展（日語：東京モーターショー），是每年在日本東京所舉辦的汽車展，即瞭解世界最頂級的汽車工藝、科技、設計、環保及未來發展趨勢的汽車情報展覽。由於，本展覽被世界汽車工業國際協會認定為國際性質的汽車展覽，跟一般區域性質的汽車展覽相比之下，會場所展示的概念車型種類也更多。因此，讓世界眾多的汽車相關媒體喻為世界三大車展之一。
2007年（第40屆）起，本展覽將轎車、商用車、機車和相關零件匯集一起，經由日本汽車工業協會所主辦，而轎車展覽會期則更改為兩年一次。
2019年為東京車展最後一次舉辦，之後的屆數均受新冠肺炎疫情影響而取消。至2023年，東京車展轉型並更名為「日本移動展」（JAPAN MOBILITY SHOW）。

## 概述
因為，本車展身為具有國際性質的汽車展覽，所以世界各大汽車公司選擇新型車輛首次公開的場所之一。而且，世界級水準以上的日本車輛，優秀的技術力與眾多的供應商，皆有來支持這汽車展覽，使得媒體注目的焦點也開始轉往「零件館」（部品館）部份，遂成為「東京車展」的特色之一。但是，除了有輸入車輛到日本的韓國及台灣部份企業之外，其他亞洲地區各國在參展方面卻是相當消極的。

### 名稱
1954年，最初展覽名稱為「全日本汽車展覽」（全日本自動車ショウ）。自1964年起，展覽更名為「東京汽車展覽」（東京モーターショー）。

### 主題
近年來，主題從以前的「休閒娛樂」轉為重視「環境保護」和「安全科技」的方面。這些建議的傾向與需求的解決方案，也一年比一年還要強烈。而且，觀念正從「展示的汽車展覽」轉變成「參加的汽車展覽」，參觀者加入體驗車輛試乘會和專題研討會，促使成為積極回應多樣需求的汽車展覽。

### 會場
早期（第1屆－第4屆），展覽都在室外會場日比谷公園舉行，場地面積4389平方公尺。隔年（第5屆），因為日比谷公園的地下鐵與地下停車場工程，使得展覽轉移到與後樂園棒球場（後楽園球場）緊鄰的後樂園自行車競賽場（後楽園競輪場）舉行。之後（第6屆－第27屆），改換在晴海的東京國際貿易展覽館舉辦。比起之前日比谷公園的場所，會場擴大3倍，展示間隔的面積也擴大2倍。
由第28屆至41屆，展覧地點改在位於千葉縣千葉市的幕張展覽館舉行。所使用的展場面積為40839平方公尺，跟最早期相比較之下，整整擴大約9倍之多。
自第42屆起，展覧地點改到東京國際展示場（東京ビッグサイト），持續至今。

### 入場人數
1991年（第29屆），為泡沫經濟最高漲的時期，入場者超過200萬人數大關。但是，隔年卻逐年度遞減，主要原因是景氣低迷及價值念觀的變化，使得消費階層越趨於保守情勢，逐漸離開展覽。另外，社會結構少子化與高齡化也是影響的因素之一。2003年（第37屆），首創制定分時段票價，採取入場費從下午三點後，高中生與國中生皆半價，小學生以下則全天免費。此舉，令該屆總入場人數為142萬人次，大大超過上屆的入場人數127萬人次，總算使過去12年來一直降低的入場者數上，有些許抑制。

### 犯罪問題
最近，主辦者進一步發現到輪胎和零件製造廠的展示區域裏，由於產品本身的注目程度較少，所以發展成運用展場模特兒提高肌膚露出程度的方式，只為更引人注目。因此，不再以車輛為主要目標，卻以展場模特兒為目標的參觀者也很多。另外，偷拍展場模特兒而被警察逮捕的情況也不少，形成在汽車展覽的犯罪問題。為此，放任過度曝露的廠商，約束展場模特兒穿著服裝規定的必要性，也變得被爭論起來。

### 分離與統合
1999年－2005年間，展覽恢復為週年性活動。但是，展覽的車輛類型區分為轎車、機車及商用車兩種類型，每間隔一年，各別舉行。1999年、2001年、2003年及2005年，轎車和機車為合併舉辦展覽；2000年、2002年及2004年，商用車為單獨舉辦展覽。2005年，成為最後一屆的各別舉辦展覽。2006年，不舉辦展覽。2007年起，轎車、商用車、機車和相關零件將合併展覽。往後，本展覽將預定相鄰隔一年召開，為兩年舉辦一次。

### 東京車展TV

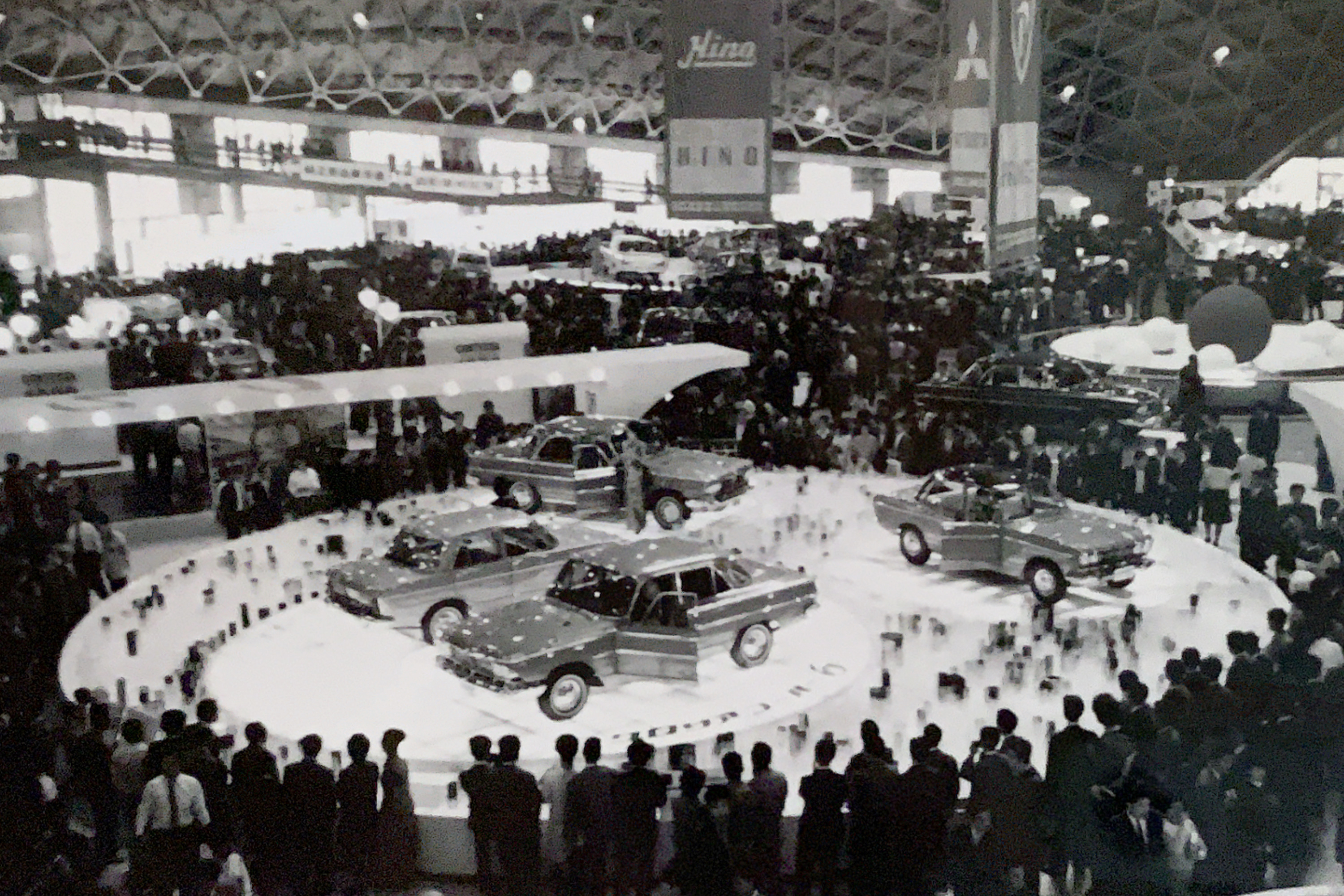
東京車展 1960年代

每逢舉辦年度的11月下旬（展覽結束之後不久），交由長野廣播、信越廣播製作，在東京廣播公司所製播的特別節目裏播出「東京車展TV」（Tokyo Motor Show TV）。

### 世界三大車展
世界眾多的汽車相關媒體將東京車展、法蘭克福車展、底特律車展讚喻為世界三大車展。近年來，也將巴黎車展及日內瓦車展同讚喻為世界五大車展。

## 主題與會期

### 展覽主題
| 展覽主題 | 展覽主題 | 展覽主題                                                | 展覽主題                                        |
| 屆次     | 年度     | 中譯標題                                                | 日文標題                                        |
| -------- | -------- | ------------------------------------------------------- | ----------------------------------------------- |
| 第1屆    | 1954     | 汽車的製作                                              |                                                 |
| 第2屆    | 1955     | 汽車工業是綜合業                                        |                                                 |
| 第3屆    | 1956     | 汽車的歷史                                              |                                                 |
| 第4屆    | 1957     | 道路．交通．汽車設計                                    |                                                 |
| 第5屆    | 1958     | 交通道德的提高                                          |                                                 |
| 第6屆    | 1959     | 未來的汽車                                              |                                                 |
| 第7屆    | 1960     | 新道路交通法快速理解                                    |                                                 |
| 第8屆    | 1961     | 貿易自由化控制國產車愛用運動展開                        |                                                 |
| 第9屆    | 1962     | 愛用國產車和交通問題                                    |                                                 |
| 第10屆   | 1963     | 愛用國產車                                              |                                                 |
| 第11屆   | 1964     | 日本的道路、現狀和將來                                  |                                                 |
| 第12屆   | 1965     | 汽車技術的優等生                                        |                                                 |
| 第13屆   | 1966     | 你最佳的駕駛 交通安全、廢氣排放                         | "You best Driver"                               |
| 第14屆   | 1967     | 交通安全科學競技場、交通安全、廢氣排放                  |                                                 |
| 第15屆   | 1968     | 安全與公害                                              |                                                 |
| 第16屆   | 1969     | 高速公路的安全行駛方法、公害、CO對策                    |                                                 |
| 第17屆   | 1970     | 人和車更美好的明天                                      |                                                 |
| 第18屆   | 1971     | —— —— —— ——                                             | —— —— —— —— —— ——                               |
| 第19屆   | 1972     | —— —— —— ——                                             | —— —— —— —— —— ——                               |
| 第20屆   | 1973     | —— —— —— ——                                             | —— —— —— —— —— ——                               |
| 第21屆   | 1975     | 車搭載著生活。                                          |                                                 |
| 第22屆   | 1977     | 大家的車。大家的世界。                                  |                                                 |
| 第23屆   | 1979     | 80年代的豐富—結合所有車輛—                              |                                                 |
| 第24屆   | 1981     | 更好的生活、確實的車輛。                                |                                                 |
| 第25屆   | 1983     | 車、生氣蓬勃，展開的世界。                              |                                                 |
| 第26屆   | 1985     | 跑的文化。新生代車輛。                                  |                                                 |
| 第27屆   | 1987     | 跑的喜悅。人和車的心動未來。                            |                                                 |
| 第28屆   | 1989     |                                                         |                                                 |
| 第29屆   | 1991     | 發現、新關係。人．車．地球。                            |                                                 |
| 第30屆   | 1993     | 車輛、技術革新。自由、自然、舒適。 生態進化在車輛革新   | Ecolution（Ecology+Evolution）In Car Innovation |
| 第31屆   | 1995     | 感覺夢想。感覺車輛。                                    |                                                 |
| 第32屆   | 1997     | ．．－您和車－                                          |                                                 |
| 第33屆   | 1999     | 未來起跑。車輛改變。地球改變。                          |                                                 |
| 第34屆   | 2000     | 個性滿載。地球長跑。明天做到。                          |                                                 |
| 第35屆   | 2001     | 打開這道門！照亮車輛的未來。 車輛。未來「這．扇．門」   | Open the door!The Automobiles Bright Future.    |
| 第36屆   | 2002     | 進化的預感。商用車的運動場。                            |                                                 |
| 第37屆   | 2003     | 現在、挑戰的心。挑戰＆改變 —希望、然後去堅信—           | Challenge & Change                              |
| 第38屆   | 2004     | 人類的車輛。伙伴的車輛。 商用車和福祉車輛               | Vehicles for people. Vehicles as partner.       |
| 第39屆   | 2005     | 駕馭未來，從東京起。 大家來描繪藍圖、全部車輛的新建議。 | "Driving Tomorrow!"from Tokyo.                  |
| 第40屆   | 2007     | 掌握新聞，接觸未來 在世界，對未來，是新聞。             | Catch the News. Touch the Future.               |
| 第41屆   | 2009     |                                                         | Fun Driving for Us, Eco Driving for Earth       |
| 第42屆   | 2011     |                                                         | Mobility can change the world.                  |
| 第43屆   | 2013     |                                                         | Compete! And shape a new future.                |
| 第44屆   | 2015     |                                                         | Your heart will race.                           |
| 第45屆   | 2017     |                                                         | BEYOND THE MOTOR                                |
| 第46屆   | 2019     |                                                         | OPEN FUTURE                                     |

- 1954年（第1屆）到1970年（第17屆）的展覽主題，即為「PR展示區域」的主題。因為，當時並沒有明確且一致的展覽主題[4]。
- 1975年（第21屆）起，開始正式提出作為全體一致的展覽主題。

### 展覽會期
| 屆次   | 展覽時間                 | 會場地點           | 公司數量 | 車輛數量 | 入場人數    | 車輛類型           |
| ------ | ------------------------ | ------------------ | -------- | -------- | ----------- | ------------------ |
| 第1屆  | 1954年4月20日－4月29日   | 日比谷公園         | 254社    | 267台    | 54萬7000人  | 轎車、商用車、機車 |
| 第2屆  | 1955年5月7日－5月16日    | 日比谷公園         | 232社    | 191台    | 78萬4800人  | 轎車、商用車、機車 |
| 第3屆  | 1956年4月20日－4月29日   | 日比谷公園         | 267社    | 247台    | 59萬8300人  | 轎車、商用車、機車 |
| 第4屆  | 1957年5月9日－5月19日    | 日比谷公園         | 278社    | 268台    | 52萬7200人  | 轎車、商用車、機車 |
| 第5屆  | 1958年10月10日－10月20日 | 後樂園自行車競賽場 | 302社    | 256台    | 51萬9400人  | 轎車、商用車、機車 |
| 第6屆  | 1959年10月24日－11月4日  | 東京國際貿易展覽館 | 303社    | 317台    | 65萬3000人  | 轎車、商用車、機車 |
| 第7屆  | 1960年10月25日－11月7日  | 東京國際貿易展覽館 | 294社    | 358台    | 81萬2400人  | 轎車、商用車、機車 |
| 第8屆  | 1961年10月25日－11月7日  | 東京國際貿易展覽館 | 303社    | 375台    | 95萬2100人  | 轎車、商用車、機車 |
| 第9屆  | 1962年10月25日－11月7日  | 東京國際貿易展覽館 | 284社    | 410台    | 104萬9100人 | 轎車、商用車、機車 |
| 第10屆 | 1963年10月26日－11月10日 | 東京國際貿易展覽館 | 287社    | 441台    | 121萬6900人 | 轎車、商用車、機車 |
| 第11屆 | 1964年9月26日－10月9日   | 東京國際貿易展覽館 | 274社    | 598台    | 116萬1000人 | 轎車、商用車、機車 |
| 第12屆 | 1965年10月29日－11月1日  | 東京國際貿易展覽館 | 243社    | 642台    | 146萬5800人 | 轎車、商用車、機車 |
| 第13屆 | 1966年10月26日－11月8日  | 東京國際貿易展覽館 | 245社    | 732台    | 150萬2300人 | 轎車、商用車、機車 |
| 第14屆 | 1967年10月26日－11月8日  | 東京國際貿易展覽館 | 235社    | 655台    | 140萬2500人 | 轎車、商用車、機車 |
| 第15屆 | 1968年10月26日－11月11日 | 東京國際貿易展覽館 | 246社    | 723台    | 151萬1600人 | 轎車、商用車、機車 |
| 第16屆 | 1969年10月24日－11月6日  | 東京國際貿易展覽館 | 256社    | 722台    | 152萬3500人 | 轎車、商用車、機車 |
| 第17屆 | 1970年10月30日－11月12日 | 東京國際貿易展覽館 | 274社    | 792台    | 145萬2900人 | 轎車、商用車、機車 |
| 第18屆 | 1971年10月29日－11月11日 | 東京國際貿易展覽館 | 267社    | 755台    | 135萬1500人 | 轎車、商用車、機車 |
| 第19屆 | 1972年10月23日－11月5日  | 東京國際貿易展覽館 | 218社    | 559台    | 126萬1400人 | 轎車、商用車、機車 |
| 第20屆 | 1973年10月30日－11月12日 | 東京國際貿易展覽館 | 215社    | 690台    | 122萬3000人 | 轎車、商用車、機車 |
| 第21屆 | 1975年10月31日－11月10日 | 東京國際貿易展覽館 | 165社    | 626台    | 98萬1400人  | 轎車、商用車、機車 |
| 第22屆 | 1977年10月28日－11月7日  | 東京國際貿易展覽館 | 203社    | 704台    | 99萬2100人  | 轎車、商用車、機車 |
| 第23屆 | 1979年11月1日－11月12日  | 東京國際貿易展覽館 | 184社    | 800台    | 100萬3100人 | 轎車、商用車、機車 |
| 第24屆 | 1981年10月30日－11月10日 | 東京國際貿易展覽館 | 209社    | 849台    | 111萬4200人 | 轎車、商用車、機車 |
| 第25屆 | 1983年10月28日－11月8日  | 東京國際貿易展覽館 | 224社    | 945台    | 120萬400人  | 轎車、商用車、機車 |
| 第26屆 | 1985年10月31日－11月1日  | 東京國際貿易展覽館 | 262社    | 1032台   | 129萬1500人 | 轎車、商用車、機車 |
| 第27屆 | 1987年10月29日－11月9日  | 東京國際貿易展覽館 | 280社    | 960台    | 129萬7200人 | 轎車、商用車、機車 |
| 第28屆 | 1989年10月26日－11月6日  | 幕張展覽館         | 349社    | 818台    | 192萬4200人 | 轎車、商用車、機車 |
| 第29屆 | 1991年10月25日－11月8日  | 幕張展覽館         | 352社    | 783台    | 201萬8500人 | 轎車、商用車、機車 |
| 第30屆 | 1993年10月22日－11月5日  | 幕張展覽館         | 352社    | 770台    | 181萬600人  | 轎車、商用車、機車 |
| 第31屆 | 1995年10月27日－11月8日  | 幕張展覽館         | 361社    | 787台    | 152萬3300人 | 轎車、商用車、機車 |
| 第32屆 | 1997年10月25日－11月5日  | 幕張展覽館         | 337社    | 771台    | 151萬5400人 | 轎車、商用車、機車 |
| 第33屆 | 1999年10月23日－11月3日  | 幕張展覽館         | 294社    | 757台    | 138萬6400人 | 轎車、機車         |
| 第34屆 | 2000年11月1日－11月4日   | 幕張展覽館         | 133社    | 251台    | 17萬7900人  | 商用車             |
| 第35屆 | 2001年10月27日－11月7日  | 幕張展覽館         | 281社    | 709台    | 127萬6900人 | 轎車、機車         |
| 第36屆 | 2002年10月30日－11月3日  | 幕張展覽館         | 110社    | 224台    | 21萬1100人  | 商用車             |
| 第37屆 | 2003年10月25日－11月5日  | 幕張展覽館         | 268社    | 612台    | 142萬400人  | 轎車、機車         |
| 第38屆 | 2004年11月3日－11月7日   | 幕張展覽館         | 113社    | 206台    | 24萬8600人  | 商用車             |
| 第39屆 | 2005年10月22日－11月6日  | 幕張展覽館         | 239社    | 571台    | 151萬2100人 | 轎車、機車         |
| 第40屆 | 2007年10月27日－11月11日 | 幕張展覽館         | 241社    | 180台    | 142萬5800人 | 轎車、商用車、機車 |
| 第41屆 | 2009年10月23日 - 11月4日 | 幕張展覽館         | 109社    | 261台    | 61萬4400人  | 轎車、商用車、機車 |
| 第42屆 | 2011年12月2日 - 12月11日 | 東京國際展示場     | 174社    | 402台    | 84萬2600人  | 轎車、商用車、機車 |
| 第43屆 | 2013年11月23日 - 12月1日 | 東京國際展示場     | 178社    | 426台    | 90萬2800人  | 轎車、商用車、機車 |
| 第44屆 | 2015年10月29日 - 11月8日 | 東京國際展示場     | 160社    | 417台    | 81萬2500人  | 轎車、商用車、機車 |
| 第45屆 | 2017年10月27日 - 11月5日 | 東京國際展覽中心   | 153社    | 380台    | 77萬1200人  | 轎車、商用車、機車 |
| 第46屆 | 2019年10月24日 - 11月4日 | 東京國際展覽中心   | 社       | 台       | 130萬900人  | 轎車、商用車、機車 |

- 1954年，第1屆「全日本汽車展覽」（全日本自動車ショウ）相當成功，10天內有超過547,000名參觀者入場與254個參展商，共展出267輛汽車。由於，初次的展覽以商用車為主導車輛。所以，展覽現場僅有17輛轎車。
- 1964年起，展覽名稱從原先的「全日本汽車展覽」更改為「東京汽車展覽」（東京モーターショー）。
- 1973年，國際能源危機爆發，使得主辦單位決定取消1974年舉辦的展覽，並決定本展覽應改為每兩年舉辦一次。
- 1989年，遷移到現今仍在使用的場地「幕張展覽館」舉行。因為，社會大眾對日常用車的需求增加，使本屆展覽由概念車型主導。
- 1999年－2005年間，展覽恢復為週年性活動。但是，展覽的車輛區分為轎車、商用車及機車兩種，每間隔一年，各別舉行。
- 2007年起，改為雙年展。

## 參展公司
僅列舉主要的參展公司，依創廠國家及英文字母排列：

### 汽車
日本
| - 大發 Daihatsu | - 本田 Honda | - 萬事得 Mazda | - 三菱 Mitsubishi | - 光岡 Mitsuoka | - 日產 Nissan | - 豐田 Toyota | - 富士 Subaru | - 鈴木 Suzuki |

 美国
| - 福特 Ford - 林肯 Lincoln - 水星 Mercury | - 通用汽車GM - 雪芙蘭 Chevrolet - 凱迪拉克 Cadillac - 悍馬 Hummer | - 佳事拿Chrysler - 吉普 Jeep |

 英国
| - Aston Martin | - Bentley | - 積架 Jaguar | - Land Rover | - Rolls-Royce |

 義大利
| - FIAT - Alfa Romeo - 法拉利 Ferrari - Maserati | - 藍寶堅尼 Lamborghini |

 瑞典
| - SAAB | - 富豪 Volvo |

- Hyundai

- 起亞 Kia

 德国
| - Audi | - BMW - Alpina - Mini | - Daimler - AMG - Maybach - Mercedes-Benz - Smart | - Opel | - Porsche | - Volkswagen |

 法國
| - Bugatti | - Citroën | - Peugeot | - Renault |

### 機車
日本
| - Honda | - Kawasaki | - Suzuki | - Yamaha |

 義大利
| - Ducati | - Moto Guzzi | - Piaggio & C. S.p.A. - Vespa |

 英国
- Triumph

 德国
- BMW

 中華民國
- KYMCO

 美国
- Harley-Davidson

### 零件
輪胎
| - 普利司通 | - 馬牌輪胎 | - 固特異 | - 米其林 | - 倍耐力 | - 住友橡膠 | - 東洋輪胎 | - 橫濱橡膠 |

音響
| - Alps | - BOSE | - Clarion | - Fujitsu | - Kenwood | - Panasonic | - Pioneer | - SANYO |

電機
| - Furukawa | - Hitachi | - NIPPON | - Mitsubishi | - OMRON | - Koito |

照明
- Philips

電子計算器
| - CIBIE | - DENSO | - NGK |

其他
| - AISIN | - AKEBONO | - ARAI | - Bilstein | - Bosch | - Brembo | - KEIHIN | - KYB | - KYOTO | - Mikuni | - NGK |

| - NHK | - Orleans | - SHOWA | - Takara | - TONE | - Toyota | - ZENRIN |

衛星導航
| - R&D | - Saleen | - SUZUSHO |

### 教育機構
- 慶應義塾大學：電動車輛研究室

## 展出車輛

### 概念車型
至今，藉由本展覽作為世界首次公開概念車型的地點（部份已成新型車輛）。
| - Nissan Amenio - Nissan Bluebird Sylphy Preview - Nissan Foria - Nissan GT-R Concept - Nissan Moco Preview - Nissan NOTE inspired by adidas - Nissan Pivo - Honda FCX Concept - Honda W.O.W Concept - Honda Sports4Concept - Mazda Premacy Hydrogen RE Hybrid - Mazda RX-8 Hydrogen RE - Mazda Tribute Hybrid - Mazda Senku - Mitsubishi Concept-D:5 - Mitsubishi Concept-X - Mitsubishi Lancer Evolution MIEV - Toyota bB Concept - Toyota Estima Hybrid Concept - Toyota Fine-X - Toyota FSC - Toyota i-swing - Toyota RAV-4 - Lexus LF-Sh - Daihatsu Costa - Daihatsu Esse - Daihatsu UFE-III - Daihatsu SK-Tourer - Subaru B5-TPH - Subaru IVX-II - Suzuki Ionis - Suzuki LC - Suzuki Moms' Personal Wagon - Mitsuoka Orochi - Le-Seyde Convertible - Mitsuoka Orochi Prototype - Mitsuoka Orochi Nude-Top Roadstar | - Audi Shooting Brake Concept - Audi S8 - BMW Alpina B6 Coupe - Bugatti Veyron 16.4 - Chrysler Akino Concept - Fiat Panda Alessi - Ford Equator Concept - Hyundai Neos-III - Mini Concept Tokyo - Mercedes-Benz F400 Carving - Mercedes-Benz F500 Mind - Mercedes-Benz S320 Bluetec Hybrid - Mercedes-Benz F600 Hygenius - Volkswagen Eco Racer - Volkswagen Polo GTI |

### 新型車輛
簡單的說，就是將本展覽原先展示過的概念車型再經過部份修改後，所進化而成的新型車輛。或者，藉由本展覽作為世界首度發表新型車輛的地點。
| - Honda F-MX→Honda Step Wgn - Honda SSM→Honda S2000 - Honda ASM→Honda Elysion - Nissan NX-018→March - Nissan mm→Nissan March（K12型） - Nissan FUGA→Nissan Fuga - Nissan XVL→Nissan Skyline（V35型） - Nissan CUBE - Nissan C-NOTE→Nissan Tiida - Nissan Bluebird Sylphy Preview→Nissan Bluebird Sylphy（G11型） - Toyota Crown Concept→Toyota Crown（S180） - Toyota Sport Coupe→Toyota Soarer（Z40） - Toyota NLSV→Toyota Porte - Toyota Prius - Toyota MR-S - Toyota HV-M4→Toyota Estima Hybrid - Toyota Ipsum - Toyota RX - Toyota SU-HV1→Toyota Harrier Hybrid - Toyota ist - Mazda BU-X→Mazda Demio - Mazda RX-EVOLV→Mazda RX-8 - Subaru Streega→Subaru Forester - Subaru R-2 - Daihatsu Kopen→Daihatsu Copen - Daihatsu Naked - Daihatsu Tanto - Daihatsu XL-C→Daihatsu Gino - Suzuki S2→Suzuki Swift - Suzuki MRwagon - Mitsubishi Concept i→Mitsubishi i - Mitsubishi Concept-D:5→Mitsubishi Delica D:5 | - Bugatti Veyron 16.4 |

## 承辦單位

### 主辦單位
- 日本汽車工業協會

### 協辦單位
- 日本汽車零件工業協會（Japan Auto Parts Industries Association；JAPIA）
- 日本汽車車體工業協會（Japan Auto-Body Industries Association, Inc；JABIA）
- 日本汽車機械器具工業協會（Japan Mobile Telecommunication-systems Association；JAMTA）

### 後援單位
| - 外務省 | - 經濟產業省 | - 國土交通省 | - 環境省 |

| - 東京都 | - 千葉縣 | - 千葉市 |

- 日本貿易振興機構（Japan External Trade Organization；JETRO）
- 世界汽車工業國際協會

## 備註
1. ↑  . 日本經濟新聞. 2021-04-22  [2022-05-22]. （原始内容存档于2021-05-16）.
2. ↑  開始暖場！Mitsubishi公佈東京車展概念車 的存檔，存档日期2007-02-14. U-Car
3. ↑  東京車展思考：挑戰逼近中國汽車市場[永久]，東方財經
4. ↑  表●モーターショー・テーマ一覧表 的存檔，存档日期2007-09-27.，jama.or.jp

## 外部連結
- 東京車展（Tokyo Motor Show；TMS） （页面存档备份，存于）
- 日本汽車工業協會（Japan Automobile Manufacturers Association, Inc；JAMA） （页面存档备份，存于）
- 日本汽車零件工業協會（Japan Auto Parts Industries Association；JAPIA） （页面存档备份，存于）
- 日本汽車車體工業協會（Japan Auto-Body Industries Association, Inc；JABIA） （页面存档备份，存于）
- 日本汽車機械器具工業協會（Japan Mobile Telecommunication-systems Association；JAMTA） （页面存档备份，存于）
- 日本貿易振興機構（Japan External Trade Organization；JETRO）
- 世界汽車工業國際協會（Organisation Internationale des Constructeurs d'Automobiles；OICA） （页面存档备份，存于）